# شونیا آندو
شونیا آندو (انگلیسی: Shunya Ando؛ زادهٔ ۲۵ اکتبر ۱۹۹۱) بازیکن فوتبال اهل ژاپن است.